# 7478 Hasse
7478 Hasse (1993 OA4) là một tiểu hành tinh vành đai chính được phát hiện ngày 20 tháng 7 năm 1993 bởi Elst, E. W. ở La Silla.